# Chrysopida viridis
Chrysopida viridis es un coleóptero de la familia Chrysomelidae.
Fue descrita científicamente en 1995 por Medvedev.